# Amit Ben-Shushan
Amit Ben-Shushan (hebräisch עמית בן שושן‎; * 20. März 1985 in Jerusalem) ist ein israelischer ehemaliger Fußballspieler.
Ben-Shushan, der seit der Jugend für Beitar Jerusalem aufläuft, ist im Angriff vielseitig einsetzbar. Häufig spielt er als klassischer Stürmer, kann aber auch im offensiven Mittelfeld oder auf der Außenbahn spielen.
Während des UEFA Intertoto Cups 2005 machte Ben-Shushan auf sich aufmerksam, als er vier Tore für seinen Verein schoss.
Am 2. September 2006 gab Ben-Shushan anlässlich des Qualifikationsspiels zur EURO 2008 gegen Estland sein Debüt in der Nationalmannschaft, als er für seinen Vereinskameraden Michael Zandberg eingewechselt wurde. Bereits im nächsten Länderspiel, Gegner war die Andorranische Nationalmannschaft, gelang ihm sein erstes Tor. Auch beim dritten Auftritt im Nationaldress gelang ihm ein Treffer, der ein 1:1-Unentschieden gegen Russland ermöglichte und ihm viel Anerkennung einbrachte.